# Christian Adolf Engeström
Christian Adolf Engeström, född 6 december 1788 i Visby, död där 22 december 1843, var en svensk handelsman.
Christian Adolf Engeström var son till handlaren och rådmannen Jonas Engeström med handelsbod vid Donners plats. Efter en tids lärlingsanställningar hos olika handlare i Lübeck 1804-1813 återkom han 1813 till Visby och blev handelsbokhållare hos handlaren Charles Chasseur. Hösten samma år öppnade han en egen handelsrörelse i staden, blev samma år ledamot av Visby stads handelssocietet och erhöll 1814 burskap som handlare. Genom sina kontakter i Lübeck, där han även hämtade sin hustru blev han en betydande importör av grosshandelsvaror från Tyskland över Lübeck och ägde vid sin död sex fartyg för importverksamheten. Han blev kort efter dess grundade medlem i Sällskapet DBW, var två gånger dess ordförande och tre gånger dess vice ordförande. 1829-1843 var han ledamot av styrelsen för Sällskapet DBW:s sparbank och 1821-1826 ledamot av Visbys råd. Han var även 1842-1843 ledamot av Visby stads hamnbyggnadsdirektion.